# Бортновский, Константин Антонович
Константин Антонович Бортновский (2 февраля 1909, Козельск, Калужская губерния — 10 июля 1981, Москва) — российский учёный, специалист в области разработки ядерных боеприпасов. Дважды лауреат Государственной премии СССР.

## Биография
Окончил Военную академию мотомеханических войск (1934). В 1934—1954 инженер-конструктор, заместитель главного конструктора — главного инженера ОКБ Министерства оборонной промышленности. Во время войны — инженер по вооружению 42-го иап, звание — военинженер 3-го ранга.
В 1954—1976 гг. работал во ВНИИА (Всероссийский научно-исследовательский институт автоматики) начальником механического цеха, заместителем главного конструктора. Кандидат технических наук.
С 1976 г. на пенсии.

## Награды
- орден Красной Звезды (1942),
- орден Отечественной войны I степени (1942),
- орден Отечественной войны II степени (1943),
- орден Ленина (1960),
- орден Трудового Красного Знамени (1976),
- медали: «За оборону Москвы», «За оборону Советского Заполярья», «За трудовое отличие», «За победу над Германией в Великой Отечественной войне 1941—1945 гг.», «За доблестный труд в Великой Отечественной войне 1941—1945 гг.», «В память 800-летия Москвы», «За доблестный труд. В ознаменование 100-летия со дня рождения В. И. Ленина», «Ветеран труда».
- Сталинская премия 1954 года — за создание и серийное освоение первой системы подрыва ядерных зарядов с внешним нейтронным источником.
- Государственная премия СССР 1969 года — за создание и серийное освоение ударостойкого ядерного боеприпаса для ракетного комплекса ВМФ.